# Strażnica WOP Sromowce Niżne
Strażnica WOP Sromowce Niżne – obecnie nieistniejący podstawowy pododdział graniczny Wojsk Ochrony Pogranicza pełniący służbę ochronną na granicy polsko-czechosłowackiej.

## Formowanie i zmiany organizacyjne
Od 15 marca 1954 w Wojskach Ochrony Pogranicza wprowadzono nową numerację strażnic. Strażnica WOP Sromowce Niżne II kategorii otrzymała numer 188.
Strażnice sąsiednie
187 strażnica WOP Szlachtowa ⇔ 189 strażnica WOP Kacwin – 1954